# Giuseppa Maria di Sant'Agnese
Giuseppa Maria di Sant'Agnese, al secolo Josefa María Albiñana Gomar (Benigánim, 9 febbraio 1625 – Benigánim, 21 gennaio 1696), è stata una religiosa spagnola dell'ordine delle agostiniane scalze; è stata beatificata da papa Leone XIII nel 1888.

## Biografia
Di famiglia modesta, perse in giovane età i genitori e nel 1643 entrò come monaca tra le agostiniane scalze di Benigánim.
Ebbe fama di santità e fu in contatto con l'infante don Giovanni d'Austria e con la regina Maria Anna d'Austria.

## Il culto
La causa di canonizzazione fu introdotta il 16 settembre 1769.
Il 19 agosto 1838 papa Gregorio XVI ne decretò le virtù eroiche dichiarandola venerabile e il 26 febbraio 1888 papa Leone XIII la proclamò beata.
Le sue reliquie, già conservate nella cappella del monastero di Benigànim, furono profanate e andarono disperse durante la guerra civile spagnola.
Il suo elogio si legge nel Martirologio romano al 21 gennaio.